# Virginia Vestoff
Virginia Vestoff (New York, 9 dicembre 1939 – New York, 2 maggio 1982) è stata un'attrice statunitense.

## Biografia
Nata a New York figlia di immigrati russi che lavorano nel vaudeville, Virginia Vestoff rimase orfana a nove anni e crebbe in un orfanotrofio, dove il suo talento vocale fu notato e ancora ragazzina si unì al coro dei bambini della New York City Opera. Studiò per alcuni anni alla Fiorello H. LaGuardia High School, ma interruppe gli studi prima del diploma per unirsi a una compagnia itinerante di danza.
Nel 1960 fece il suo debutto a Broadway con il musical From A to Z, a cui seguirono Irma La Douce (1960), Baker Street (1965) e il ruolo di Anna Leonowens in un revival del City Center di The King and I (1968). Nel 1969 raggiunse il successo a Broadway interpretando Abigail Adams nella prima di 1776, un ruolo che le valse una candidatura al Tony Award alla miglior attrice non protagonista in un musical e che tornò ad interpretare nell'adattamento cinematografico del 1972. Dopo aver recitato nel circuito regionale in ruoli principali in My Fair Lady (1970) e L'opera da tre soldi (1974), nel 1975 tornò a Broadway con il musical Boccaccio, mentre nel 1979 recitò per l'ultima volta a Broadway con Spokesong.
Morì quarantaduenne di cancro a New York.

## Filmografia parziale

### Cinema
- Ma che razza di amici! (Such Good Friends), regia di Otto Preminger (1971)
- 1776, regia di Peter H. Hunt (1972)
- Un matrimonio (A Wedding), regia di Robert Altman (1978)

### Televisione
- The Doctors - serie TV, 116 episodi (1969-1970)
- Dark Shadows - serie TV, 29 episodi (1970-1971)
- Kojak - serie TV, 2 episodi (1977)